# Lekkoatletyka na Igrzyskach Panamerykańskich 2011
Lekkoatletyka na Igrzyskach Panamerykańskich 2011 – zawody lekkoatletyczne podczas igrzysk obu Ameryk odbywały się między 23 i 30 października na Telmex Athletics Stadium w Guadalajarze.
Do zawodów zgłoszono 658 sportowców z 39 krajów – największą reprezentację (84 osoby) wystawiły Stany Zjednoczone.
W klasyfikacji medalowej triumfowała Kuba (33 medale, w tym 18 złotych) przed Brazylią (23 medale, w tym 10 złotych).
Złoty medal w skoku w dal wywalczył Wenezuleczyk Víctor Castillo (8,05), medal został mu jednak odebrany z powodu dopingu, z tego samego powodu srebrny medal odebrano jego rodaczce Marielys Rojas (1,89 w skoku wzwyż).

## Rezultaty
| CR – rekord igrzysk \| NR – rekord kraju                                        |
| AR – rekord kontynentu \| SB – najlepszy wynik w sezonie \| PB – rekord życiowy |

### Mężczyźni
| Konkurencja:                  | 1. miejsce                                                                | Rezultat       | 2. miejsce                                                                               | Rezultat     | 3. miejsce                                                                              | Rezultat    |
| Bieg na 100 m                 | Lerone Clarke                                                             | 10,01 SB       | Kim Collins                                                                              | 10,04        | Emmanuel Callender                                                                      | 10,16       |
| Bieg na 200 m                 | Roberto Skyers                                                            | 20,37          | Lansford Spence                                                                          | 20,38        | Bruno de Barros                                                                         | 20,45       |
| Bieg na 400 m                 | Nery Brenes Cardenas                                                      | 44,65 NR PB    | Luguelín Santos Aquino                                                                   | 44,71 NR PB  | Ramon Samuel Miller                                                                     | 45,01 SB    |
| Bieg na 800 m                 | Andy González                                                             | 1:45,58 SB     | Kleberson Davide                                                                         | 1:45,75      | Raidel Acea                                                                             | 1:46,23     |
| Bieg na 1500 m                | Leandro Oliveira                                                          | 3:53,44        | Byron Efren Piedra                                                                       | 3:53,45      | Eduar Villanueva                                                                        | 3:54,06     |
| Bieg na 5000 m                | Juan Luis Barrios                                                         | 14:13,77       | Byron Efren Piedra                                                                       | 14:15,74     | Joilson Silva                                                                           | 14:16,11    |
| Bieg na 10 000 m              | Marilson Santos                                                           | 29:00,64       | Juan Carlos Romero                                                                       | 29:41,00     | Giovani dos Santos                                                                      | 29:51,71    |
| Maraton                       | Solonei Silva                                                             | 2:16:37        | Diego Alberto Colorado                                                                   | 2:17:13 PB   | Juan Carlos Cardona                                                                     | 2:18:20     |
| Bieg na 3000 m z przeszkodami | Jose Peña                                                                 | 8:48,19        | Hudson Souza                                                                             | 8:48,75      | José Alberto Sánchez                                                                    | 8:49,75     |
| Bieg na 110 m przez płotki    | Dayron Robles                                                             | 13,10 CR       | Paulo Villar                                                                             | 13,27 NR PB  | Orlando Ortega                                                                          | 13,30 PB    |
| Bieg na 400 m przez płotki    | Omar Cisneros                                                             | 47,99 CR NR PB | Isa Phillips                                                                             | 48,82        | Félix Sánchez                                                                           | 48,85       |
| Sztafeta 4 × 100 m            | Brazylia · Ailson Feitosa · Sandro Viana · Nílson Andrè · Bruno de Barros | 38,18 =CR      | Saint Kitts i Nevis · Jason Rogers · Antoine Adams · Delwayne Delaney · Brijesh Lawrence | 38,81        | Stany Zjednoczone · Calesio Newman · Jeremy Dodson · Rubin Williams · Monzavous Edwards | 39,17       |
| Sztafeta 4 × 400 m            | Kuba · Noel Ruíz · Yoandri Betanzos · Omar Cisneros · William Collazo     | 2:59,43 SB     | Dominikana · Arismendy Peguero · Luguelín Santos Aquino · Yoel Tapia · Gustavo Cuesta    | 3:00,44 NR   | Wenezuela · Arturo Ramírez · Alberto Aguilar · José Acevedo · Omar Longart              | 3:00,82 NR  |
| Chód na 20 km                 | Erick Bernabe Barrondo                                                    | 1:21:51        | James Aurelio Rendón                                                                     | 1:22:46      | Luis Fernando López                                                                     | 1:22:51     |
| Chód na 50 km                 | Horacio Nava                                                              | 3:48:58        | José Leyver Ojeda                                                                        | 3:49:16 PB   | Jaime Daniel Quiyuch                                                                    | 3:50:33     |
| Skok wzwyż                    | Donald Alexander Thomas                                                   | 2,32 =SB       | Diego Javier Ferrín                                                                      | 2,30 NR PB   | Víctor Rafael Moya                                                                      | 2,26        |
| Skok o tyczce                 | Lázaro Borges                                                             | 5,80 CR        | Jeremy Scott                                                                             | 5,60         | Giovanni Alessandro Lanaro                                                              | 5,50        |
| Skok w dal                    | Daniel Antonio Pineda                                                     | 7,97           | David Registe                                                                            | 7,89 =PB =SB | Jeremy Hicks                                                                            | 7,83        |
| Trójskok                      | Alexis Copello                                                            | 17,21          | Yoandris Betanzos                                                                        | 16,54        | Jefferson Sabino                                                                        | 16,51       |
| Pchnięcie kulą                | Dylan Armstrong                                                           | 21,30 CR       | Carlos Véliz                                                                             | 20,76 PB     | Germán Lauro                                                                            | 20,41       |
| Rzut dyskiem                  | Jorge Fernández                                                           | 65,58          | Jarred Rome                                                                              | 61,71        | Ronald Julião                                                                           | 61,70       |
| Rzut młotem                   | Kibwe Rasheid Johnson                                                     | 79,63 CR       | Michael Robert Mai                                                                       | 72,71        | Noleysis Vicet                                                                          | 72,57       |
| Rzut oszczepem (szczegóły)    | Guillermo Martínez                                                        | 87,20CR NR PB  | Cyrus Hostetler                                                                          | 82,24 SB     | Braian Toledo                                                                           | 79,53 NR PB |
| Dziesięciobój                 | Leonel Suárez                                                             | 8373 pkt. CR   | Maurice Smith                                                                            | 8214 pkt. SB | Yordani García                                                                          | 8074 pkt.   |

### Kobiety
| Konkurencja:                  | 1. miejsce                                                                                  | Rezultat        | 2. miejsce                                                                             | Rezultat    | 3. miejsce                                                                             | Rezultat     |
| Bieg na 100 m                 | Rosângela Santos                                                                            | 11,22 PB        | Barbara Pierre                                                                         | 11,25       | Shakera Reece                                                                          | 11,26 NR PB  |
| Bieg na 200 m                 | Ana Cláudia Lemos da Silva                                                                  | 22,76           | Simone Facey                                                                           | 22,86 SB    | Mariely Sánchez                                                                        | 23,02 NR PB  |
| Bieg na 400 m                 | Yenifer Padilla                                                                             | 51,53 PB        | Daysiurami Bonne                                                                       | 51,69 PB    | Geisa Coutinho                                                                         | 51,87        |
| Bieg na 800 m                 | Adriana Muñoz                                                                               | 2:04,08         | Gabriela Elizabeth Medina                                                              | 2:04,41     | Rosibel García                                                                         | 2:04,45      |
| Bieg na 1500 m                | Adriana Muñoz                                                                               | 4:26,09         | Rosibel García                                                                         | 4:26,78     | Malindi Alberta Elmore                                                                 | 4:27,57      |
| Bieg na 5000 m                | Marisol Guadalupe Romero                                                                    | 16:24,08        | Cruz da Silva                                                                          | 16:29,75    | Santa Inés Melchor                                                                     | 16:41,50     |
| Bieg na 10 000 m              | Marisol Guadalupe Romero                                                                    | 34:07,24        | Cruz da Silva                                                                          | 34:22,44    | Yolanda Beatriz Caballero                                                              | 34:39,14 SB  |
| Maraton                       | Adriana da Silva                                                                            | 2:36:37 CR      | Madai Perez                                                                            | 2:38:03     | Gladys Lucy Tejeda                                                                     | 2:42:09      |
| Bieg na 3000 m z przeszkodami | Sara Marie Hall                                                                             | 10:03,16        | Ángela Maria Figueroa                                                                  | 10:10,14    | Sabine Heitling                                                                        | 10:10,98     |
| Bieg na 100 m przez płotki    | Yvette Christine Lewis                                                                      | 12,82           | Angela Patricia Whyte                                                                  | 13,09       | Lina Marcela Flores                                                                    | 13,09        |
| Bieg na 400 m przez płotki    | Maria Princesa Oliveros                                                                     | 56,26 PB        | Luci Maria Del Carmel Jaramillo                                                        | 56,95 NR PB | Yolanda Osana Valerio                                                                  | 57,08 NR PB  |
| Sztafeta 4 × 100 m            | Brazylia · Ana Cláudia Lemos da Silva · Vanda Gomes · Franciela Krasucki · Rosângela Santos | 42,85 AR        | Stany Zjednoczone · Kenyanna Wilson · Barbara Pierre · Yvette Lewis · Chastity Riggien | 43,10       | Kolumbia · Lina Flores · Yenifer Padilla · Yomara Hinestroza · Norma Gonzalez          | 43,44        |
| Sztafeta 4 × 400 m            | Kuba · Aymée Martínez · Diosmely Peña · Susana Clement · Daysiurami Bonne                   | 3:28,09         | Brazylia · Joelma Sousa · Geisa Coutinho · Bárbara de Oliveira · Jaílma de Lima        | 3:29,59     | Kolumbia · Princesa María Oliveros · Norma González · Evelis Aguilar · Yenifer Padilla | 3:29,94 NR   |
| Chód na 20 km                 | Jamy Franco                                                                                 | 1:32:38 CR PB   | Mirna Ortiz                                                                            | 1:33:37     | Ingrid Hernández                                                                       | 1:34:06 PB   |
| Skok wzwyż                    | Lesyani Mayor                                                                               | 1,89 SB         | Maria Romary Rifka                                                                     | 1,89 SB     | Deirdre Mullen                                                                         | 1,84         |
| Skok o tyczce                 | Yarisley Silva                                                                              | 4,75 CR NR PB   | Fabiana Murer                                                                          | 4,70        | Rebecca Holliday                                                                       | 4,30         |
| Skok w dal                    | Maurren Maggi                                                                               | 6,94 SB         | Shameka Yuanice Marshall                                                               | 6,73w       | Caterine Ibargüen                                                                      | 6,63 NR PB   |
| Trójskok                      | Caterine Ibargüen                                                                           | 14,92 CR        | Yargelis Savigne                                                                       | 14,36       | Mabel Gay                                                                              | 14,28        |
| Pchnięcie kulą                | Misleydis González                                                                          | 18,57           | Cleopatra Borel-Brown                                                                  | 18,46       | Michelle Denee Carter                                                                  | 18,09        |
| Rzut dyskiem                  | Yarelis Barrios                                                                             | 66,40 CR PB     | Aretha Dawn Thurmond                                                                   | 59,53       | Denia Caballero                                                                        | 58,63        |
| Rzut młotem                   | Yipsi Moreno                                                                                | 75,62 CR SB     | Sultana Frizell                                                                        | 70,11       | Amber Campbell                                                                         | 69,93        |
| Rzut oszczepem                | Alicia Ann DeShasier                                                                        | 58,01 PB        | Yainelis Ribeaux                                                                       | 56,21       | Yanet Cruz                                                                             | 56,19        |
| Siedmiobój                    | Lucimara da Silva                                                                           | 6133 pkt. AR PB | Yasmiany Pedroso                                                                       | 5710 pkt.   | Francia Manzanillo                                                                     | 5644 pkt. PB |

## Rekordy
Podczas zawodów ustanowiono 31 krajowych rekordów w kategorii seniorów:
| Zawodnik                                                                   | Reprezentacja     | Konkurencja                     | Rezultat  |
| -------------------------------------------------------------------------- | ----------------- | ------------------------------- | --------- |
| Nery Brenes                                                                | Kostaryka         | bieg na 400 metrów              | 44,65     |
| Luguelín Santos                                                            | Dominikana        | bieg na 400 metrów              | 44,71     |
| Jorge McFarlane                                                            | Peru              | bieg na 110 metrów przez płotki | 13,72     |
| Renán Palma                                                                | Salwador          | bieg na 110 metrów przez płotki | 14,19     |
| Paulo Villar                                                               | Kolumbia          | bieg na 110 metrów przez płotki | 13,27     |
| Héctor Cotto                                                               | Portoryko         | bieg na 110 metrów przez płotki | 13,49     |
| Omar Cisneros                                                              | Kuba              | bieg na 400 metrów przez płotki | 47,99     |
| Diego Ferrín                                                               | Ekwador           | skok wzwyż                      | 2,30      |
| Brendan Williams                                                           | Dominika          | skok wzwyż                      | 2,21      |
| Eder César Moreno                                                          | Kolumbia          | pchnięcie kulą                  | 19,48     |
| Mario Cota                                                                 | Meksyk            | rzut dyskiem                    | 59,30     |
| Guillermo Martínez                                                         | Kuba              | rzut oszczepem                  | 87,20     |
| Braian Toledo                                                              | Argentyna         | rzut oszczepem                  | 79,53     |
| Gonzalo Barroilhet                                                         | Chile             | dziesięciobój                   | 7986 pkt. |
| Jhon Tamayo Franklin Nazareno Alex Quiñónez Hugo Chila                     | Ekwador           | sztafeta 4 × 100 metrów         | 39,76     |
| Arismendy Peguero Luguelín Santos Yoel Tapia Gustavo Cuesta                | Dominikana        | sztafeta 4 × 400 metrów         | 3:00,44   |
| Arturo Ramírez Alberto Aguilar José Acevedo Omar Longart                   | Wenezuela         | sztafeta 4× 400 metrów          | 3:00,82   |
| Shakera Reece                                                              | Barbados          | bieg na 100 metrów              | 11,26     |
| Mariely Sánchez                                                            | Dominikana        | bieg na 100 metrów              | 11,49     |
| Mariely Sánchez                                                            | Dominikana        | bieg na 200 metrów              | 23,02     |
| Mariely Sánchez                                                            | Dominikana        | bieg na 200 metrów              | 23,45     |
| Raysa Sánchez                                                              | Dominikana        | bieg na 400 metrów              | 52,86     |
| Lucy Jaramillo                                                             | Ekwador           | bieg na 400 metrów przez płotki | 56,95     |
| Sharolyn Scott                                                             | Kostaryka         | bieg na 400 metrów przez płotki | 57,23     |
| Yarisley Silva                                                             | Kuba              | skok o tyczce                   | 4,75      |
| Caterine Ibargüen                                                          | Kolumbia          | skok w dal                      | 6,63      |
| Althea Charles                                                             | Antigua i Barbuda | rzut młotem                     | 59,49     |
| Lucimara da Silva                                                          | Brazylia          | siedmiobój                      | 6133 pkt. |
| Crystal Ruiz                                                               | Meksyk            | siedmiobój                      | 5346 pkt. |
| Ana Cláudia Lemos da Silva Vanda Gomes Franciela Krasucki Rosângela Santos | Brazylia          | sztafeta 4 × 100 metrów         | 42,85     |
| Princesa Oliveros Norma González Evelyn Aguilar Yennifer Padilla           | Kolumbia          | sztafeta 4 × 400 metrów         | 3:29,94   |

A także 15 rekordów igrzysk panamerykańskich:
| Zawodnik                                                 | Reprezentacja       | Konkurencja                     | Rezultat  |
| -------------------------------------------------------- | ------------------- | ------------------------------- | --------- |
| Kim Collins                                              | Saint Kitts i Nevis | bieg na 100 metrów              | 10,00     |
| Dayron Robles                                            | Kuba                | bieg na 110 metrów przez płotki | 13,10     |
| Omar Cisneros                                            | Kuba                | bieg na 400 metrów przez płotki | 47,99     |
| Ailson Feitosa Sandro Viana Nílson Andrè Bruno de Barros | Brazylia            | sztafeta 4 × 100 metrów         | 38,18     |
| Lázaro Borges                                            | Kuba                | skok o tyczce                   | 5,80      |
| Dylan Armstrong                                          | Kanada              | pchnięcie kulą                  | 21,30     |
| Kibwe Rasheid Johnson                                    | Stany Zjednoczone   | rzut młotem                     | 79,63     |
| Guillermo Martínez                                       | Kuba                | rzut oszczepem                  | 87,20     |
| Leonel Suárez                                            | Kuba                | dziesięciobój                   | 8373 pkt. |
| Adriana da Silva                                         | Brazylia            | maraton                         | 2:36:37   |
| Jamy Franco                                              | Gwatemala           | chód na 20 kilometrów           | 1:32:38   |
| Yarisley Silva                                           | Kuba                | skok o tyczce                   | 4,75      |
| Caterine Ibargüen                                        | Kolumbia            | trójskok                        | 14,92     |
| Yarelis Barrios                                          | Kuba                | rzut dyskiem                    | 66,40     |
| Yipsi Moreno                                             | Kuba                | rzut młotem                     | 75,62     |